# Mussetta di Sopra
Mussetta di Sopra is een plaats (frazione) in de Italiaanse gemeente San Donà di Piave.